# Août 1857

## Événements
- Inde : les Britanniques, s’appuyant sur le sud du pays et les contingents Sikhs et Gurkhas, parviennent à reprendre Delhi dont ils massacrent la population.
- Roumanie : une nouvelle crise internationale est écartée à l’entrevue d’Osborne entre la reine Victoria et Napoléon III. La Porte s’incline et de nouvelles élections ont lieu.

- 1er août : constitution de la « Société nationale italienne ». Sous l’action de Daniele Manin, Giorgio Pallavicino et Giuseppe La Farina, elle se prononce en faveur d’une monarchie unitaire sous l’égide de la maison de Savoie comme en témoigne sa devise : « L’Italie et Victor-Emmanuel ». Elle recrute dans les milieux modérés et libéraux de toutes les grandes villes, préparant les points d’appuis de l’avancée piémontaise.
- 5 août : Napoléon III visite Le Havre.
- 8 août :  'Mémoire sur la fermentation appelée lactique' soumis par Louis Pasteur dans le cadre de la Société des sciences, de l'agriculture et des arts de Lille.
- 31 août : le roi Victor-Emmanuel II de Savoie-Sardaigne ordonne le début des travaux du tunnel du Fréjus (mont-Cenis).

## Naissances
- 6 août :
  - Christian Wilhelm Allers, illustrateur, dessinateur et peintre allemand († 19 octobre 1915).
  - Carl Bantzer, peintre allemand († 19 décembre 1941).
- 15 août : Armand Hubert, homme politique belge († 1er octobre 1940).

## Décès
- 3 août : Eugène Sue (53 ans), romancier français, à Annecy-le-Vieux.
- 12 août : William Conybeare, géologue et paléontologue britannique.
- 23 août : Carl Ludwig Koch, naturaliste allemand (° 1778).
- 30 août : Woutherus Mol, peintre néerlandais (° 21 mars 1785).